# Olympische Sommerspiele 2012/Boxen – Mittelgewicht (Männer)
Der Boxwettbewerb im Mittelgewicht der Männer (bis 75 kg) bei den Olympischen Spielen 2012 in London wurde vom 28. Juli bis zum 12. August 2012 im Exhibition Centre London ausgetragen. 28 Boxer nahmen teil.
Der Wettbewerb wurde im K.-o.-System ausgetragen. Begonnen wurde mit der 1. Runde, die 32 Startplätze umfasste. Da sich nur 28 Boxer qualifizierten, wurden vier Athleten Freilose zugelost. Die Gewinner kamen ins Achtelfinale, Viertelfinale und Halbfinale. Die Gewinner der Halbfinals kämpften um die Goldmedaille, beide Verlierer erhielten die Bronzemedaille.

## Titelträger
| Olympiasieger | James DeGale   | Peking 2008 |
| Weltmeister   | Jewhen Chytrow | Baku 2011   |

## 1. Runde
28. Juli 2012
| Boxer 1               | Ergebnis                     | Boxer 2             |
| --------------------- | ---------------------------- | ------------------- |
| Jewhen Chytrow        | Freilos                      |                     |
| Anthony Ogogo         | 13 - 6                       | Junior Castillo     |
| Muideen Akanji        | 6 - 15                       | Darren O’Neill      |
| Stefan Härtel         | 18 - 10                      | Enrique Collazo     |
| Mujandjae Kasuto      | 11 - 8                       | Sobirjon Nazarov    |
| José Espinoza         | 13 - 16                      | Zoltán Harcsa       |
| Soltan Migitinov      | 20 - 12                      | Mohamed Hikal       |
| Esquiva F. Florentino | Freilos                      |                     |
| Bogdan Juratoni       | Freilos                      |                     |
| Abbos Atoyev          | 11 - 9                       | Badreddine Haddioui |
| Andranik Hakobjan     | Abbruch durch Schiedsrichter | Terrell Gausha      |
| Vijender Kumar        | 14 - 10                      | Danabek Suschanow   |
| Adem Kılıççı          | 14 - 7                       | Nursahat Pazziyev   |
| Aleksandar Drenovak   | 13 - 12                      | Marlo Delgado       |
| Jesse Ross            | 11 - 13                      | Abdelmalek Rahou    |
| Ryōta Murata          | Freilos                      |                     |

## Achtelfinale
2. August 2012
| Boxer 1          | Ergebnis                                 | Boxer 2               |
| ---------------- | ---------------------------------------- | --------------------- |
| Jewhen Chytrow   | 18 - 18 Entscheidung durch Juryentscheid | Anthony Ogogo         |
| Darren O’Neill   | 12 - 19                                  | Stefan Härtel         |
| Mujandjae Kasuto | 7 - 16                                   | Zoltán Harcsa         |
| Soltan Migitinov | 11 - 24                                  | Esquiva F. Florentino |
| Bogdan Juratoni  | 10 - 12                                  | Abbos Atoyev          |
| Terrell Gausha   | 15 - 16                                  | Vijender Kumar        |
| Adem Kılıççı     | 20 - 11                                  | Aleksandar Drenovak   |
| Abdelmalek Rahou | 12 - 21                                  | Ryōta Murata          |

Der Kampf zwischen Weltmeister Jewhen Chytrow aus der Ukraine und dem Briten Anthony Ogogo endete mit 18-18 unentschieden. Auch die Hilfspunkte konnten keine Entscheidung bringen (52-52). Obwohl Ogogo zwei Mal stehend angezählt wurde, entschied die Jury, dass Ogogo ins Viertelfinale einzieht.

## Viertelfinale

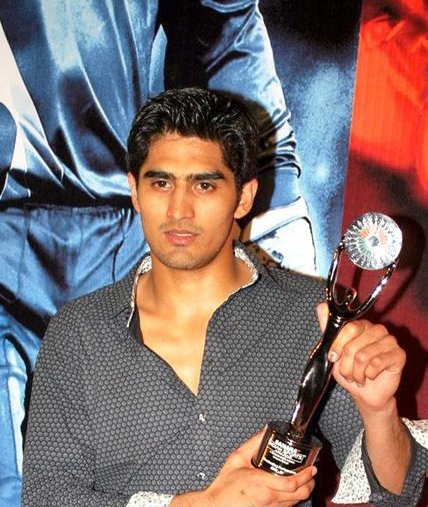
Vijender Kumar (IND)

6. August 2012
| Boxer 1       | Ergebnis | Boxer 2               |
| ------------- | -------- | --------------------- |
| Anthony Ogogo | 15 - 10  | Stefan Härtel         |
| Zoltán Harcsa | 10 - 14  | Esquiva F. Florentino |
| Abbos Atoyev  | 17 - 13  | Vijender Kumar        |
| Adem Kılıççı  | 13 - 17  | Ryōta Murata          |

## Halbfinale
10. August 2012
| Boxer 1       | Ergebnis | Boxer 2               |
| ------------- | -------- | --------------------- |
| Anthony Ogogo | 9 - 16   | Esquiva F. Florentino |
| Abbos Atoyev  | 12 - 13  | Ryōta Murata          |

## Finale

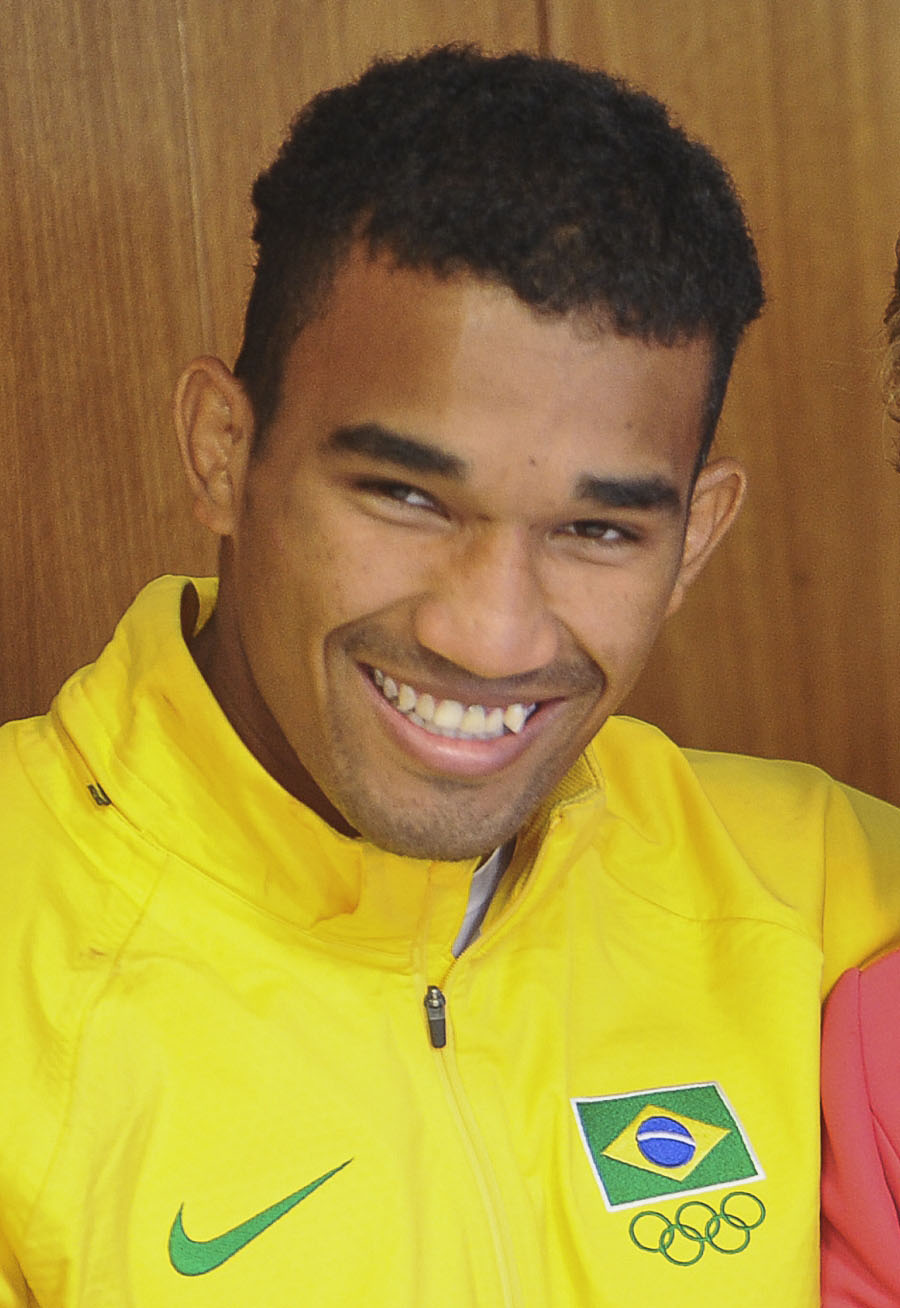
Esquiva Falcão Florentino (BRA) gewinnt die Silbermedaille

12. August 2012, 22:45 Uhr (MESZ)
| Boxer 1               | Ergebnis | Boxer 2      |
| --------------------- | -------- | ------------ |
| Esquiva F. Florentino | 13 - 14  | Ryōta Murata |

## Medaillen
Ryōta Murata ist der erste japanische Medaillengewinner und Olympiasieger in dieser Gewichtsklasse.

Esquiva F. Florentino (BRA) und Abbos Atoyev (UZB) gewannen die ersten Medaillen für ihre Länder im Mittelgewicht.
| Platz | Name                  | Nation                 |
| ----- | --------------------- | ---------------------- |
| 01    | Ryōta Murata          | Japan                  |
| 02    | Esquiva F. Florentino | Brasilien              |
| 03    | Anthony Ogogo         | Vereinigtes Königreich |
| 03    | Abbos Atoyev          | Usbekistan             |